# Lechria lucida sumatrensis
Lechria lucida sumatrensis is een ondersoort van de tweevleugelige Lechria lucida uit de familie steltmuggen (Limoniidae). De soort komt voor in het Oriëntaals gebied.